# Biên giới Ba Lan–Ukraina

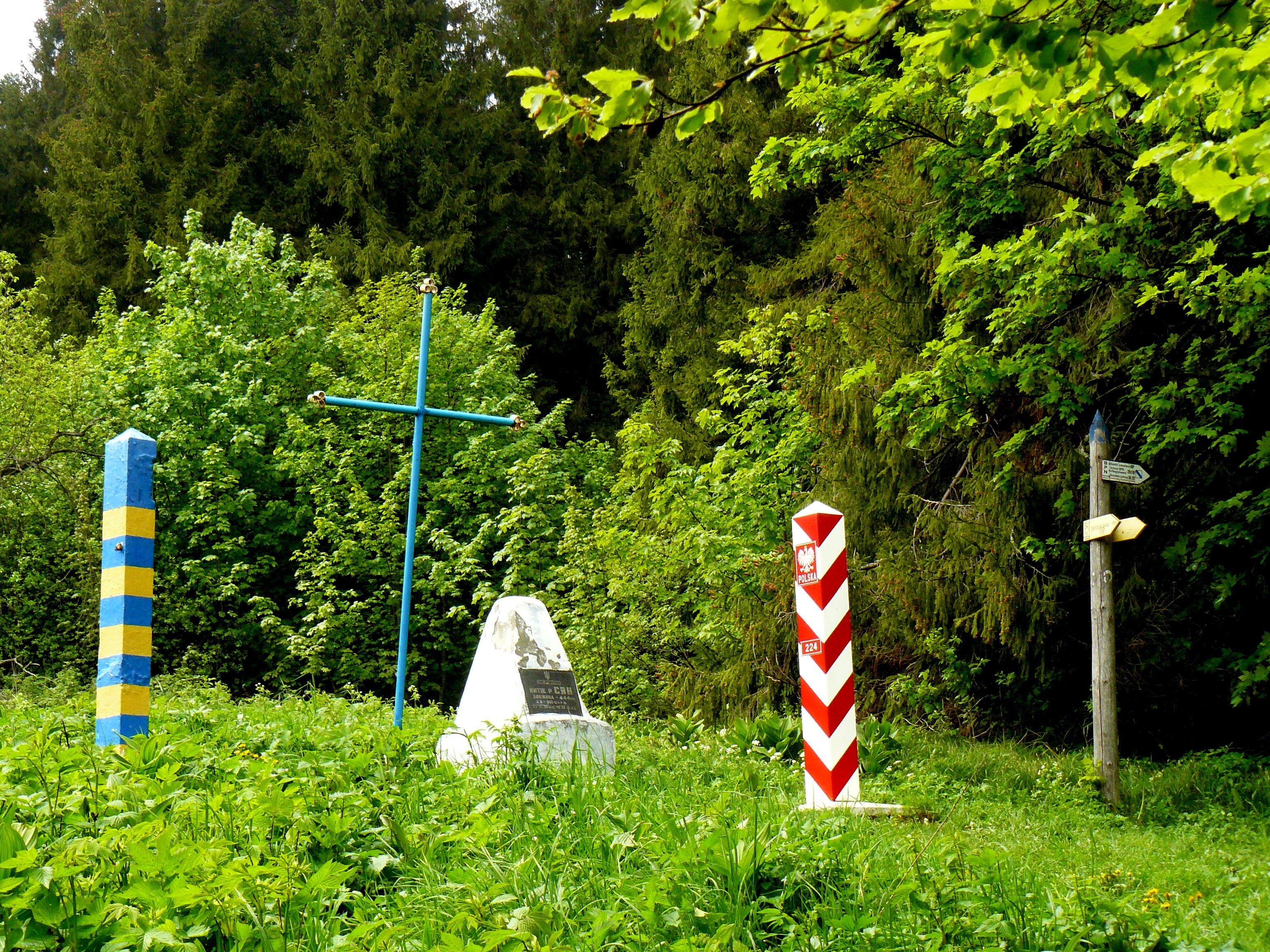
Dấu biên giới Ba Lan và Ucraina

Biên giới Ba Lan, với biên giới Ba Lan-Ucraina được đánh dấu màu vàng

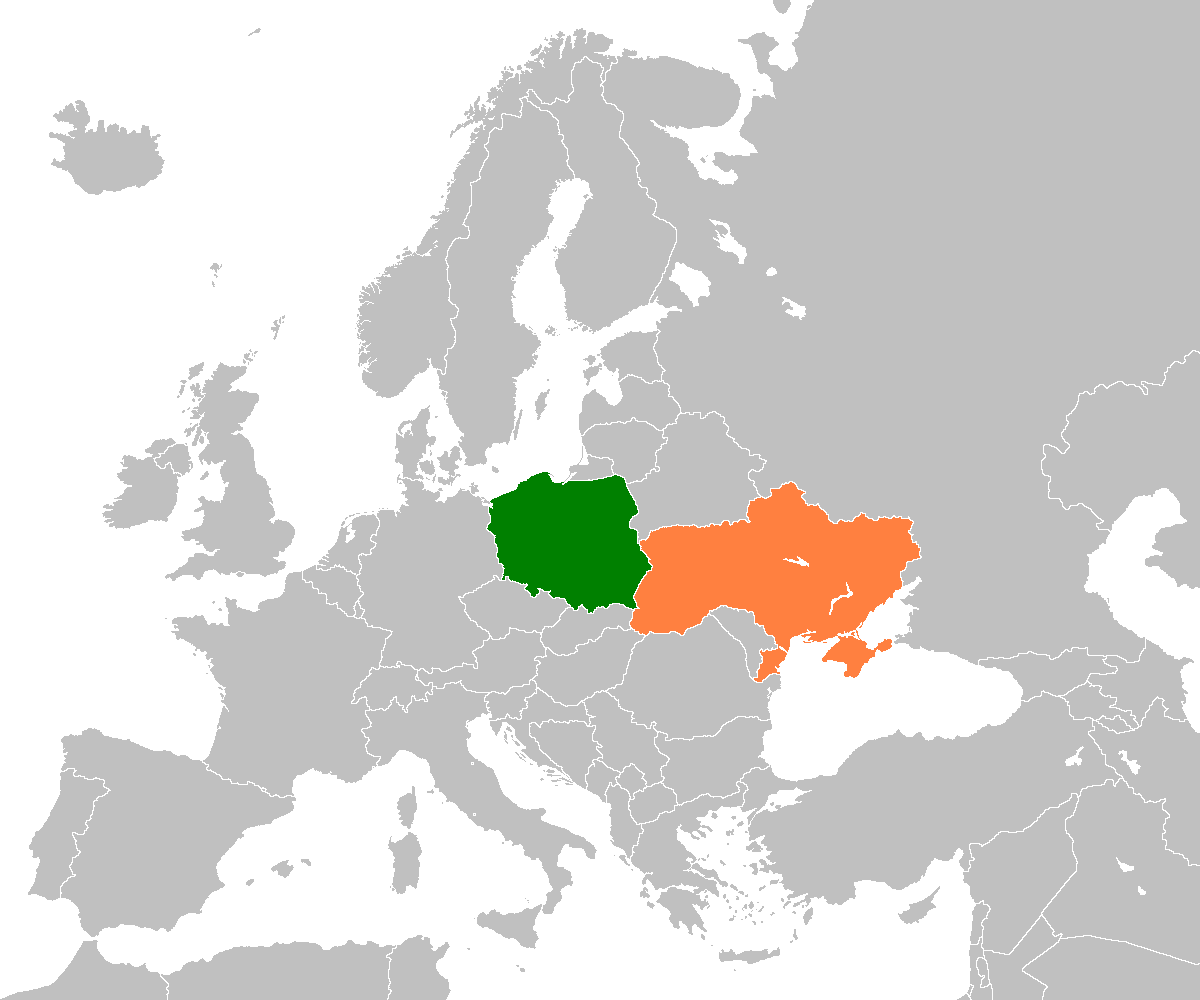
Ba Lan và Ukraine trong Châu Âu

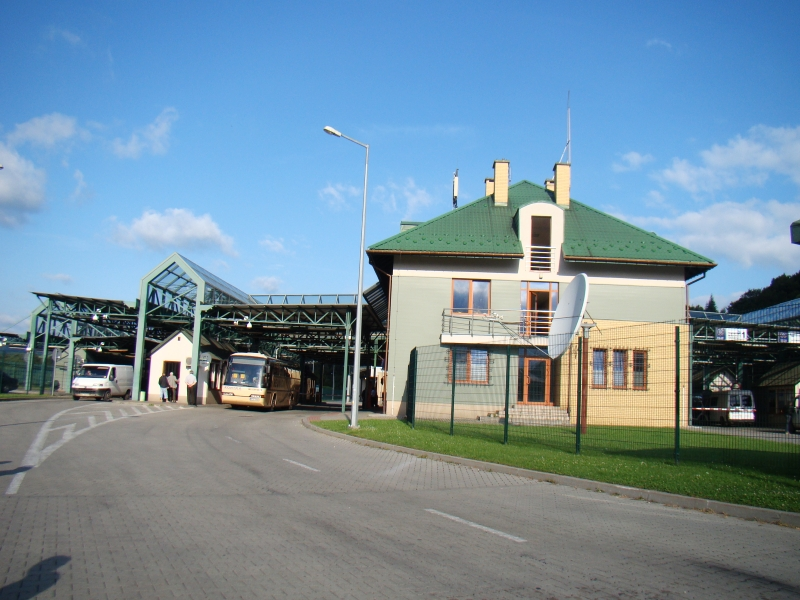
Trạm kiểm soát biên giới Krościenko-Smilnytsya

Biên giới Ba Lan Ukraine Ukraine là biên giới nhà nước giữa Ba Lan và Ukraine. Nó có tổng chiều dài 535 km (332 mi)  hoặc 529 km (329 mi) (từ các nguồn khác nhau).

## Lịch sử
Biên giới Ba Lan-Ukraine lần đầu tiên được hình thành, một thời gian ngắn, sau hậu quả của Chiến tranh Ba Lan-Ukraine năm 1919. Hiệp ước Warsaw năm 1920 đã chia các vùng lãnh thổ tranh chấp có lợi cho Ba Lan dọc theo sông Zbruch. Tuy nhiên, vào năm tới, Ukraine đã mất độc lập với Liên Xô và các vùng lãnh thổ còn lại đã bị chia cắt giữa Ba Lan và SSR của Ukraine trong Hòa bình Riga.
Việc Liên Xô tan rã thành một số quốc gia hậu Xô Viết đã biến biên giới Ba Lan - Liên Xô thành chuỗi biên giới Ba Lan-Nga, Ba Lan-Litva, Ba Lan-Bêlarut và Ba Lan-Ukraine. Ba Lan và Ukraine đã xác nhận biên giới vào ngày 18 tháng 5 năm 1992. Nó là biên giói dài nhất của biên giới phía đông Ba Lan. Biên giới trở nên cởi mở hơn nhiều so với thời Liên Xô, khi mặc dù là một phần của Khối Đông phương, việc vượt biên rất khó khăn. Khi biên giới được mở cho giao thông lớn, số người qua biên giới Ba Lan - Ukraine bắt đầu tăng đều đặn kể từ năm 1990, ổn định vào khoảng những năm 2000. Khoảng 3 triệu người Ukraine đã vượt biên vào những năm 1990, hàng năm. Một trong những con số cao nhất được ghi nhận vào năm 2001, với khoảng 12 triệu người qua biên giới.
Với việc Ba Lan gia nhập Liên minh châu Âu năm 2004, biên giới đã trở thành một trong những biên giới bên ngoài của Liên minh châu Âu. Đây là một trong bốn biên giới EU-Ukraine, còn lại là biên giới Hungary-Ukraine, biên giới Romania-Ukraine và biên giới Slovakia-Ukraine. Vì đây là một điểm vào Khu vực Schengen, điều này đã đưa ra một yêu cầu thị thực cho công dân Ukraine vào Ba Lan vào tháng 10 năm 2003. Trong giai đoạn tháng 10 năm 2003 đến tháng 9 năm 2004, chính quyền Ba Lan đã cấp khoảng 620.000 thị thực cho người Ukraine. Yêu cầu thị thực đã không làm giảm lưu lượng đáng kể, vì nó trở lại mức trước trong vòng một năm. Một đỉnh khác đã xảy ra vào năm 2006, khi có gần 20 triệu lần vượt biên. Năm 2008 Ba Lan và Ukraine đã thông qua các chính sách về giao thông biên giới địa phương (có hiệu lực vào năm 2009). Thỏa thuận này đã giới thiệu giấy phép giao thông biên giới địa phương cho phép chủ sở hữu vượt qua biên giới trong tối đa 90 ngày mỗi nửa năm. Năm 2009 chứng kiến khoảng 12 triệu cửa khẩu biên giới nằm giữa biên giới Ba Lan-Ukraine.

## Đặc điểm
Biên giới Ba Lan-Ukraine là biên giới phía đông thường xuyên nhất của EU.
Hầu hết các giao thông biên giới được tạo ra bởi công dân Ukraine. Thương mại và du lịch mua sắm nhỏ đã và vẫn đang thúc đẩy lưu lượng truy cập, với di cư cho mục đích lao động là một yếu tố quan trọng khác.
Biên giới được kiểm soát chặt chẽ, vì đây là tuyến đường buôn lậu chính vào EU, cả về hàng hóa và nhập cư bất hợp pháp.
Khoảng 8 triệu người sống ở khu vực biên giới, gần như chia đều giữa Ba Lan và Ukraine.

## Đường biên giới
Có rất nhiều cửa khẩu biên giới giữa Ba Lan và Ukraine, trong sự kết hợp của đường bộ, đường sắt, hành khách và hàng hóa. Kể từ năm 2012, các hoạt động sau đây đã hoạt động:
1. Medyka - Shehyni: đường bộ, hàng hóa và hành khách băng qua;
2. Dołhobyczów - Uhryniv: đường bộ và hành khách băng qua;
3. Korczowa-Krakovets: đường bộ, hàng hóa và hành khách băng qua;
4. Hrebenne - Rava-Ruska: đường bộ, hàng hóa và hành khách băng qua; và hành khách qua đường sắt;
5. Zosin - Ustyluh: đường bộ, hành khách băng qua;
6. Krościenko- Smilnytsya [uk]: đường bộ; hành khách qua lại;
7. Dorohusk - Yahodyn [uk]: cả giao thông đường bộ và đường sắt, hàng hóa và hành khách;
8. Hrubieszów - Volodymyr: đường sắt, hàng hóa và hành khách băng qua;
9. Krościenko - Khyriv: đường sắt, hành khách băng qua; [cần dẫn nguồn]
10. Przemyśl - Mostyska II: đường sắt, hành khách và hàng hóa đi qua;
11. Werchrata -Rava-Ruska: đường sắt, hàng hóa đi qua